# Николовский, Яне
Яне Николовский (макед. Јане Николоски, родился 12 декабря 1973 в Прилепе) — северомакедонский футболист, в прошлом вратарь.

## Биография
За свою карьеру выступал в разных клубах Республики Македонии; известен за рубежом по играм за софийскую «Славию», хорватский «Славен Белупо», кипрский АПОЭЛ (обладатель Кубка Кипра в сезоне 2007/2008). В сборной сыграл 27 игр, в том числе 7 первых матчей отбора к Евро-2008 (остальные 5 провёл Петар Милошевский).
После завершения игровой карьеры работал тренером клуба «Победа» (создан в 2010 году вместo дисквалифицированного из еврокубков одноимённого клуба), «Хоризонт» (Турново) и лимасолского «Ариса», «Дриты» из Боговинье и «Борца».